# 富士見市内循環バス

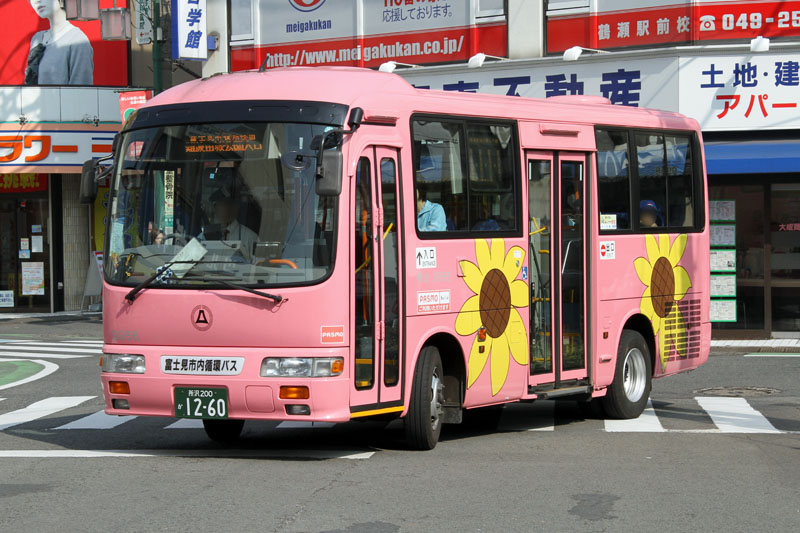
富士見市内循環バスの車両（鶴瀬駅東口にて）

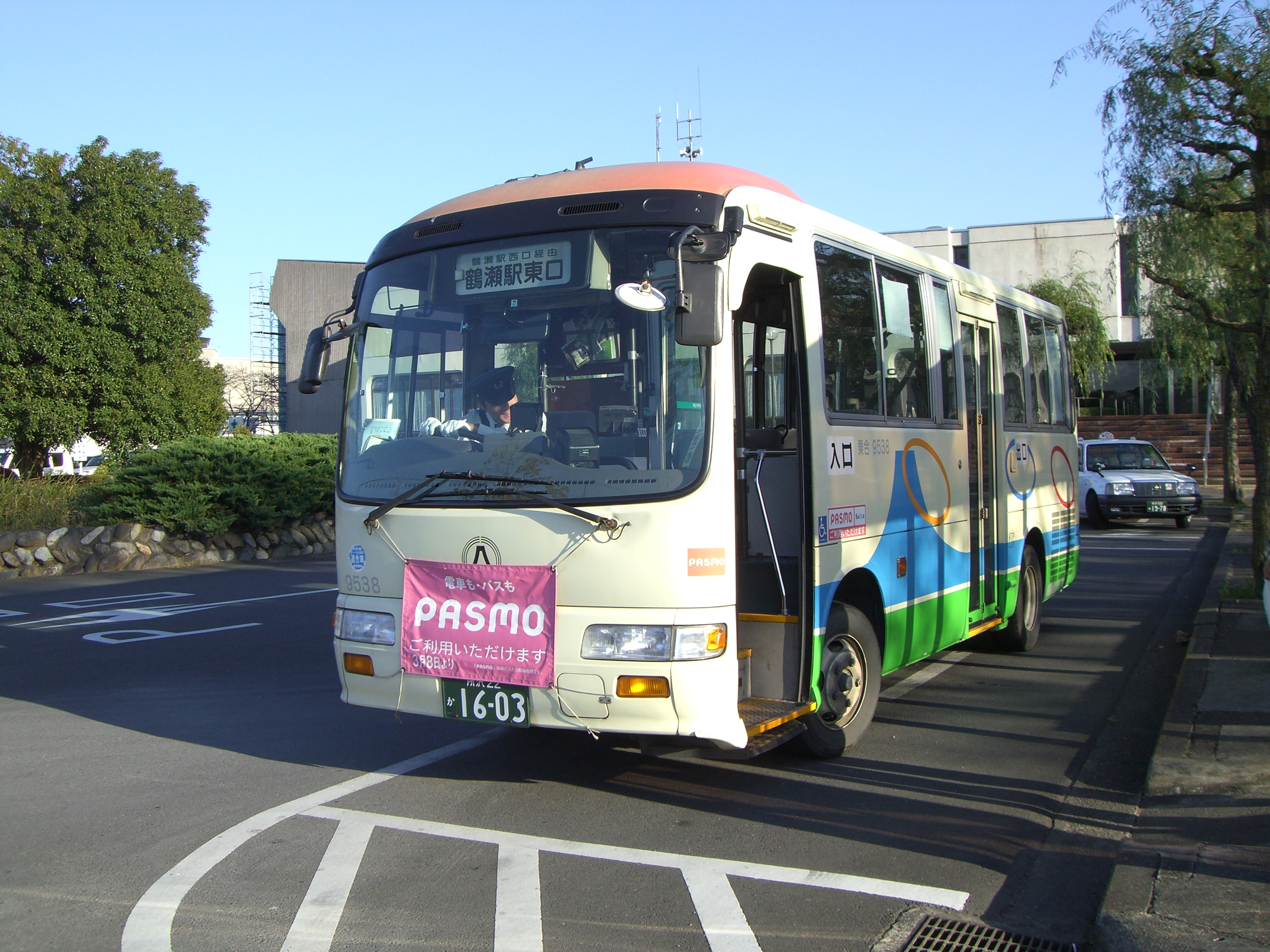
富士見市内循環バスの初代車両（富士見市役所にて）

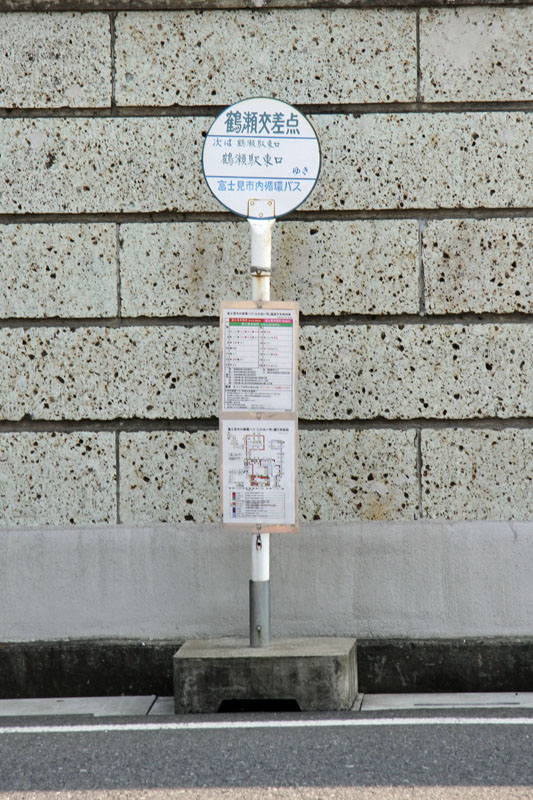
停留所ポール（鶴瀬交差点）

富士見市内循環バス（ふじみしないじゅんかんバス）とは、1997年1月10日に運行を開始した埼玉県富士見市の市内循環バスである。愛称はふれあい号である。運行は東武バスウエスト新座営業事務所が受託している。

## 概要
- 1997年の運行開始後、2004年1月19日及び2008年12月1日[1]及び2013年4月1日及び2015年4月1日[2]に改正され現在に至る。
- 毎日運行され、平日・休日共に同じダイヤで運行されている。12月29日 - 1月3日は運休。
- 定期券の取り扱い制度はなし。運賃や支払い方法などについては、後述。

## 現行路線
主な停留所を掲載。

### A 前谷住宅線
- 富士見市役所→福祉活動センター→前谷住宅→鶴馬氷川神社→鶴瀬交差点→鶴瀬駅東口→鶴瀬東郵便局→鶴馬氷川神社→前谷住宅→福祉活動センター→富士見市役所
- 富士見市役所→福祉活動センター→前谷住宅→鶴馬氷川神社→鶴瀬交差点→鶴瀬駅東口→鶴瀬東郵便局→（直通）→富士見市役所（朝7・8時台）

### B 山室会館線
- 富士見市役所→山室会館→JA鶴瀬支店→鶴瀬交差点→鶴瀬駅東口→鶴瀬東郵便局→JA鶴瀬支店→山室会館→富士見市役所
- 富士見市役所→山室会館→JA鶴瀬支店→鶴瀬交差点→鶴瀬駅東口

### C 山室会館・富士見高校線
- 鶴瀬駅東口→鶴瀬東郵便局→JA鶴瀬支店→山室会館→富士見市役所→富士見高校→南畑公民館→富士見市役所→富士見高校
- 富士見市役所→山室会館→JA鶴瀬支店→鶴瀬交差点→鶴瀬駅東口→鶴瀬東郵便局→JA鶴瀬支店→山室会館→富士見市役所
- 富士見市役所→富士見高校→南畑公民館→富士見市役所

### D 難波田城公園入口線
- 富士見市役所→山室会館→JA鶴瀬支店→鶴瀬東郵便局→鶴瀬駅東口→鶴瀬東郵便局→JA鶴瀬支店→山室会館→富士見市役所→富士見高校→難波田城公園入口→南畑公民館→富士見市役所
- 富士見市役所→山室会館→JA鶴瀬支店→鶴瀬東郵便局→鶴瀬駅東口→鶴瀬東郵便局→JA鶴瀬支店→山室会館→富士見市役所

### E 老人センター線
- 富士見市役所→山室会館→JA鶴瀬支店→鶴瀬東郵便局→鶴瀬駅東口→鶴瀬東郵便局→JA鶴瀬支店→山室会館→富士見市役所→富士見高校→南畑公民館→中道→びん沼→老人センター→びん沼→中道→富士見高校入口→難波田城公園入口→南畑公民館→富士見市役所

### F ふじみ野駅線
- 富士見市役所→山室会館→渡戸→勝瀬→ふじみ野駅東口→勝瀬→渡戸→山室会館→富士見市役所

### G みずほ台駅線
- 富士見市役所→福祉活動センター→水子貝塚公園→水谷公民館→みずほ台駅東口→みずほ台消防署前→水子貝塚公園→健康増進センター→富士見市役所
- 富士見市役所→福祉活動センター→水子貝塚公園→水谷公民館→みずほ台駅東口→みずほ台消防署前→（直通）→健康増進センター→富士見市役所（朝7時台）

### H みずほ台駅・水谷東線
- 富士見市役所→福祉活動センター→水子貝塚公園→水谷公民館→みずほ台駅東口→水谷公民館→岡の坂上→水谷東公民館→岡の坂上→水谷公民館→みずほ台駅東口→水谷公民館→水子貝塚公園→福祉活動センター→富士見市役所

## 運賃
- 大人200円（子供100円）均一(2020年1月4日より[3])。
  - 現金・専用回数券（100円券22枚綴り2000円）・PASMO・Suicaで乗車時に運賃支払いの前乗り前払い式。
  - 各種割引制度あり。
  - 市役所バス停においての他路線への乗り継ぎは、1回まで可能。

## 車両
- 専用塗装の日野・リエッセで運行。2008年の時刻改正と同時に新車を導入した、しかし

2019年度に新車(日野・ポンチョ)を導入して既存車両は置き換えられた